# Panter

Svart leopard.

Panter (även kallad svart panter) är ett alternativt namn på leopard eller jaguar med melanistisk (svart-pigmenterad) päls. Ordet panter kan även syfta på en helsvart individ av andra kattdjur.
Panter är inte en separat art, utan snarare en genetisk variation som resulterar i en högre koncentration av pigmentet melanin i deras päls. Svarta pantrar finns i olika delar av världen, inklusive Afrika, Asien och Amerika.

## Betydelser
| Till vänster vapnet för danska adelsätten Panter. T.h. en heraldisk panter i vapnet för Steiermark i Österrike. |  | Till vänster vapnet för danska adelsätten Panter. T.h. en heraldisk panter i vapnet för Steiermark i Österrike. |
| Till vänster vapnet för danska adelsätten Panter. T.h. en heraldisk panter i vapnet för Steiermark i Österrike. |  | |

Ursprungligen har ordet "panter" betytt en variation av leopard som haft längre svans och alltså inte haft med färgavvikelser att göra.
I olika delar av världen har ordet panter olika innebörd. Inkluderingen av jaguarer är huvudsakligen en sydamerikansk tradition, medan ordet ibland inkluderar puma i Nordamerika och då inte har något med färgteckning att göra. I Indien kallas alla leoparder Panter, oavsett färg.

### Heraldisk Panter
Inom heraldiken avses med panter ett särskilt heraldiskt djur, som likt många andra heraldiska djur ofta avbildas upprest på bakbenen. Särdrag för den heraldiska pantern är den ofta har horn och sprutar eld ur munnen. Den danska adelsätten Panter, kallas så idag på grund av att medlemmarna för en panter i vapnet. En medlem av denna ätt var riksrådet Johanne Andersdatter (Panter) (död 1479).

## Svarta kattdjur
Åtskilliga kattdjur uppvisar rikliga lokala variationer i teckning och päls, resultat av mutationer i lokala populationer, jämför kungsleopard, men de helsvarta formerna av leopard och jaguar är stabila inslag i populationerna och finns över hela dessa arters utbredningsområde. De viktigaste är de svarta formerna av leopard (Panthera pardus) och jaguar (Panthera onca).
En melanistisk form av puma (Puma concolor) finns omtalad men aldrig belagd, medan däremot flera andra mindre kattdjur finns väl belagda i svarta former, däribland ozelot (Leopardus pardalis) och margay (Leopardus wiedii).

### Svart leopard
Den gen som ger melanism är en recessiv hos leoparder (jämför svart jaguar, nedan) som är stabil i populationen. Genen ger ett överskott av melanin, svart färgpigment, och färgar i olika utsträckningar de normalt ljusa delarna av djurets päls svart eller mörk. Ofta kan de helt svarta markeringarna skönjas även i pälsen hos en vid första anblicken helt svart individ. Den melanistiska fasen förefaller vara mer framgångsrik i områden med mindre ljus i omgivningen, som mycket tät djungel. Genen anses dessutom länkad till vissa mindre fördelar i immunförsvar.
Frekvensen av melanism verkar vara cirka 11 % över leopardens utbredning. Data om utbredningen av leopardpopulationer indikerar att melanism förekommer i fem underarter i naturen: den indiska leoparden, javaleoparden, afrikansk leopard, indokinesisk leopard (P. p. delacouri) och lankesisk leopard (P. p. kotiya). Baserat på registreringar från kamerafällor förekommer melanistiska leoparder främst i tropiska och subtropiska fuktiga lövskogar.
Den svarta leoparden har sedan länge uppfötts i fångenskap (vilket genom inavel negativt påverkat djurens temperament). Det fläckiga mönstret är hos dessa exemplar synligt i vissa vinklar, likt effekten hos målat silke.
1788 beskrev Jean-Claude Delamétherie en svart leopard som förvarades i Towern i London och som hade förts från Bengalen. År 1794 föreslog Friedrich Albrecht Anton Meyer det vetenskapliga namnet Felis fusca för denna katt, den indiska leoparden (P. p. fusca). År 1809 beskrev Georges Cuvier en svart leopard som hölls i Ménagerie du Jardin des plantes och som hade hämtats från Java.
Svarta leoparder är kända från fuktiga och tätt vuxna skogsområden i sydvästra Kina, Myanmar, Assam och Nepal, även från Travancore och andra områden i södra Indien. Svarta leoparder har  också ofta påträffats i södra Myanmar och de sägs vara vanliga på Java och på södra Malackahalvön. I det sistnämnda området kan de vara vanligare än "normala" fläckiga leoparder. Mindre vanliga är de i Afrika, men har rapporterats i både Etiopien, regnskogarna runt Mount Kenya och i Aberdares. Peter Turnbull-Kemp beskrev ett exemplar i regnskogen i Kamerun.
En svart afrikansk leopard (P. p. pardus) sågs i den alpina zonen av Mount Kenya vintern 1989–1990. I Kenyas Laikipia County fotograferades en svart leopard av en kamerafälla 2007; 2018 registrerades en halvvuxen svart leopardhona upprepade gånger tillsammans med en fläckig leopard cirka 50 km längre österut på gräsmark.
Den taxonomiska statusen för svarta leoparder i fångenskap och graden av hybridisering mellan javaleopard och andra leopardunderarter är osäker. Därför finns inte samordnade avelsprogram för svarta leoparder i europeiska och nordamerikanska djurparker.
Att mödrarna till svarta ungar skulle förskjuta sina "missfärgade" ungar är bara en myt. Däremot finns vissa risker i och med det försämrade temperament som inavlade svarta leoparder uppvisar, i samband med fortplantningen - detta kan delvis förklara den något lägre fertiliteten hos svarta leoparder, 1.8 jämfört med 2.1 hos fläckiga exemplar (Funk And Wagnalls' Wildlife Encyclopedia).

#### Andra variationer hos leopard
Glasgow Zoo köpte på 1980-talet en 10-årig svart panter från Dublin Zoo (Irland), hon såldes senare vidare till Madrids Zoo (Spanien). Denna hona hade helt svart grundfärg men med rikliga inslag av vita hårstrån, vilket gav intrycket att hon var "inslagen i spindelväv" - hon fick också smeknamnet Cobweb panther (spindelvävspanter). De vita inslagen var antagligen av vitiligo-typ och blev allt rikligare allt eftersom hon åldrades. Andra liknande exemplar har sedan dess upptäckts.

### Svart jaguar

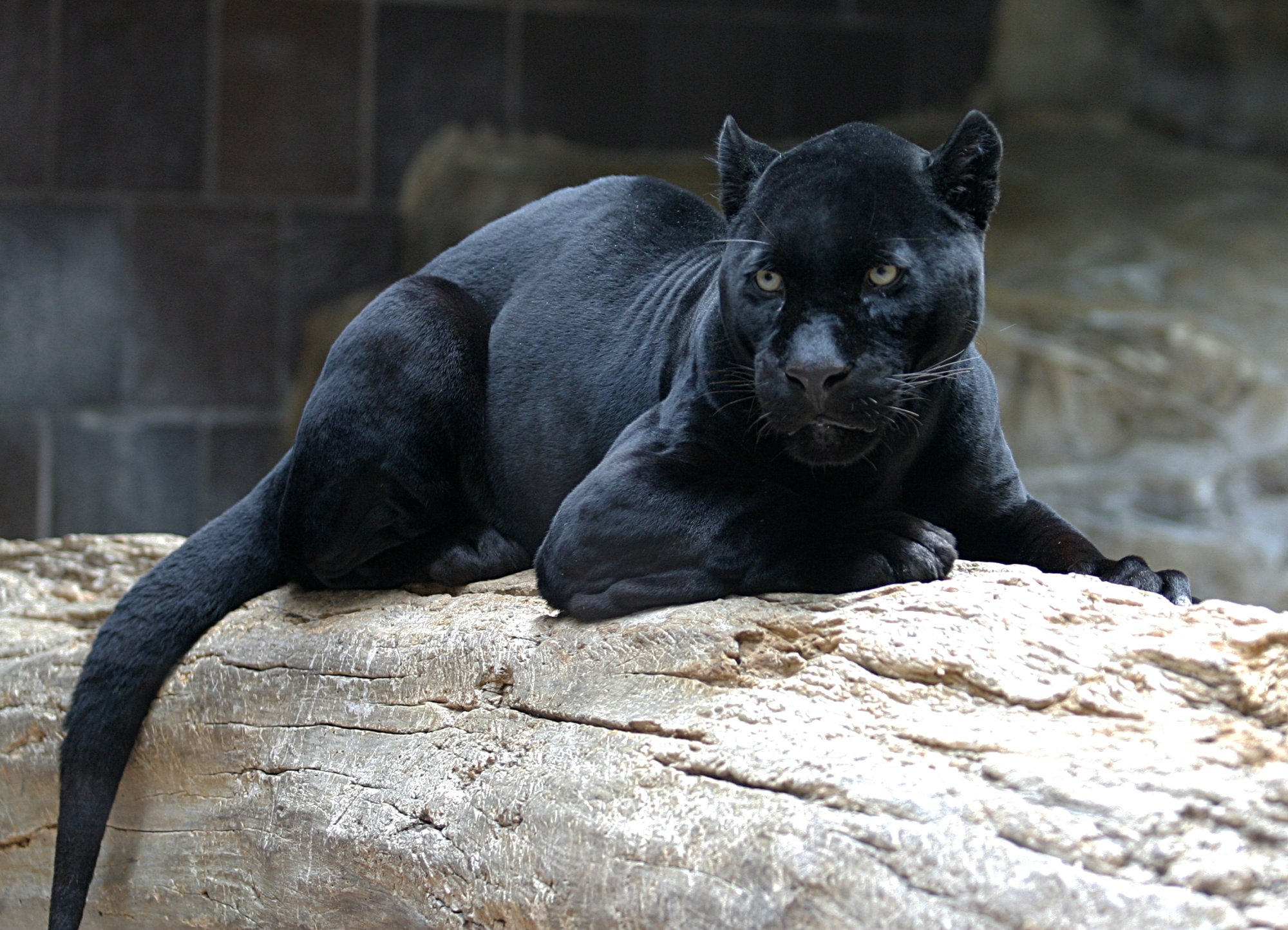
Svart jaguar.

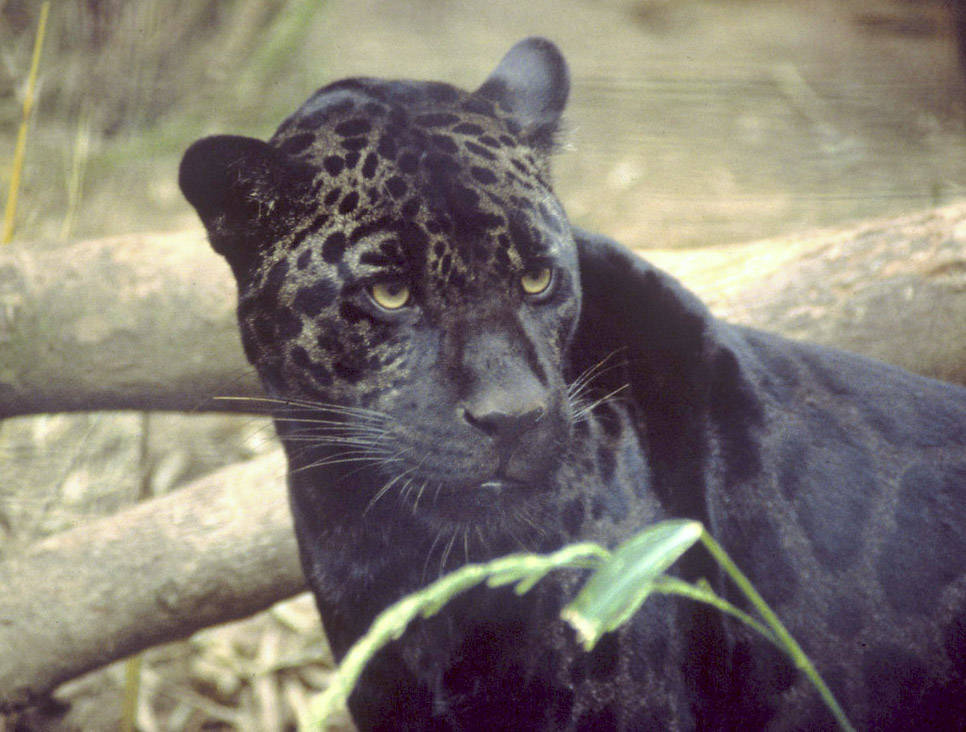
Jaguar, halvmelanistisk form.

Den melanistiska genen är dominant hos jaguar, vilket betyder att svarta jaguarer kan få både svarta och normalfärgade ungar, medan normalfärgade jaguarer inte får svarta ungar (hos leoparder är förhållandet omvänt). Preparerade (uppstoppade) exemplar av jaguar bleknar med tiden till en chokladbrun nyans, medan leopardexemplar snarare blir orange.
Ursprungsfolken i Amazonas har i många fall betraktat den svarta formen som en särskild art, speciellt farlig och igenkännbar på lätet.

### Svart puma
Olikt svarta leoparder och jaguarer som är mycket väl kända och belagda, finns inga pålitliga rapporter om svarta (melanistiska) pumor. Obekräftade rapporter om glänsande mörka pumor (North american black puma) har rapporterats i Kansas och östra Nebraska. 
Puma-uppfödare är dock ense om att "svart puma" är en myt.
I Histoire Naturelle (1749) skrev Georges Louis Leclerc, greve av Buffon, om en "svart puma", men som rimligen varit en margay eller ozelot, vilka är väl kända i melanistiska faser.

## Vit panter
Liksom de melanistiska faserna – företrädesvis av jaguar och leopard – varit föremål för intresse har även de ljusare formerna intresserat människor. Även ljusa pumor kan här räknas in. Ingen av de ljusa formerna har dock varit föremål för selektiv avel på sådant sätt som de melanistiska formerna.

### Vita jaguarer
I bland annat Paraguay har spökjaguarer rapporterats, med gråvit päls och blek teckning på sidorna. Även helt albino exemplar har omtalats.

### Vita leoparder
Vita eller ljusa leoparder är sällsynta (sällsyntare än melanistiska avvikelser) men kända från i stort sett alla delar av leopardens utbredningsområde. Bleka exemplar liknas ofta vid tortoiseshell, alltså den färg som på svenska kallas sköldpaddsfärgad när man talar om katter. Även så kallad chinchilla-mutation förekommer av allt att döma - ett sådant exemplar har nästan helt färglös päls, pigment finns endast vid roten av hårstrået.
Ett par normalt färgade leoparder vid Cheyenne Mountain Zoological Park (Colorado) fick en unge på 1960-talet som vid födseln var nästan helt vit men som vid 5 månaders ålder blivit nästan helt svart. Två ungar födda 1978 vid Roms Zoo var helt vita - de hade normalt färgade föräldrar men fick handuppfödas. Den ena ungen dog, men den andra överlevde och fick senare allt gråare päls och mer synliga fläckar.
Journal of the Bombay Natural History Society publicerade 1993 en lista med 11 albino eller partiellt albino leoparder som iakttagits mellan 1905 och 1965. De flesta hade setts i Bihar och Madhya Pradesh. Albinism är - till skillnad från melanism - en stor nackdel för ett smygande rovdjur, och torde radikalt minska djurets överlevnadschanser. Djuret skulle dessutom vara betydligt lättare att se och fälla för troféjägare.